# Marie-Joëlle Kramo
Marie-Joëlle Kramo est une footballeuse française née le 6 juin 1980 à Toulouse.

## Biographie

### Carrière en club
Marie-Joëlle Kramo évolue au Toulouse FC jusqu'en 2003, remportant notamment le Championnat de France 2000-2001 et disputant trois matchs de la Coupe UEFA féminine 2002-2003.
Elle joue ensuite, une saison au Stade briochin avant de retourner au TFC en 2004.
En 2011, elle devient une joueuse de l'ASPTT Albi, où elle dispute 21 matchs de deuxième division.
Elle termine sa carrière au Toulouse FC lors de la saison: 2012-2013.

### Carrière en sélection
Marie-Joëlle Kramo dispute un match en équipe de France des moins de 17 ans en 1994 et un match en équipe de France des moins de 21 ans en 2000.
Elle fait sa seule apparition en équipe de France le 25 février 2003 à Albi face aux Pays-Bas ; elle est titulaire avec sa sœur Marie-Ange.

### Famille
Sa sœur Marie-Ange Kramo est aussi une footballeuse internationale.

## Palmarès
- Championne de France en 2001 avec Toulouse